# Mursi (Volk)

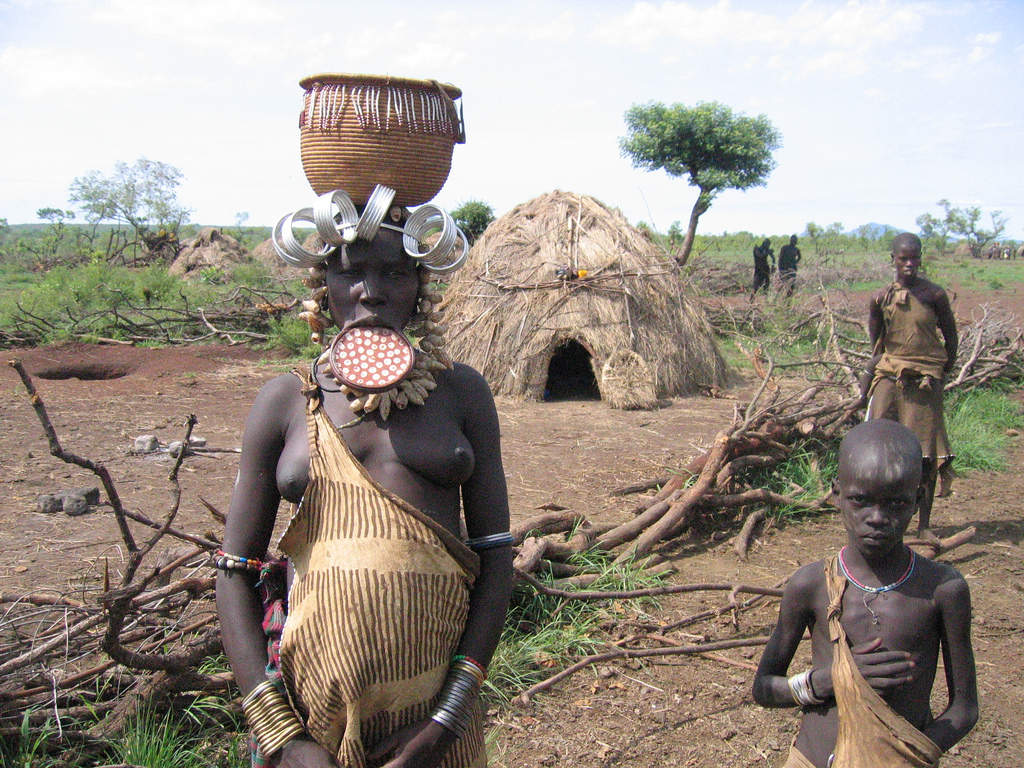
Mursi-Frau und Kind

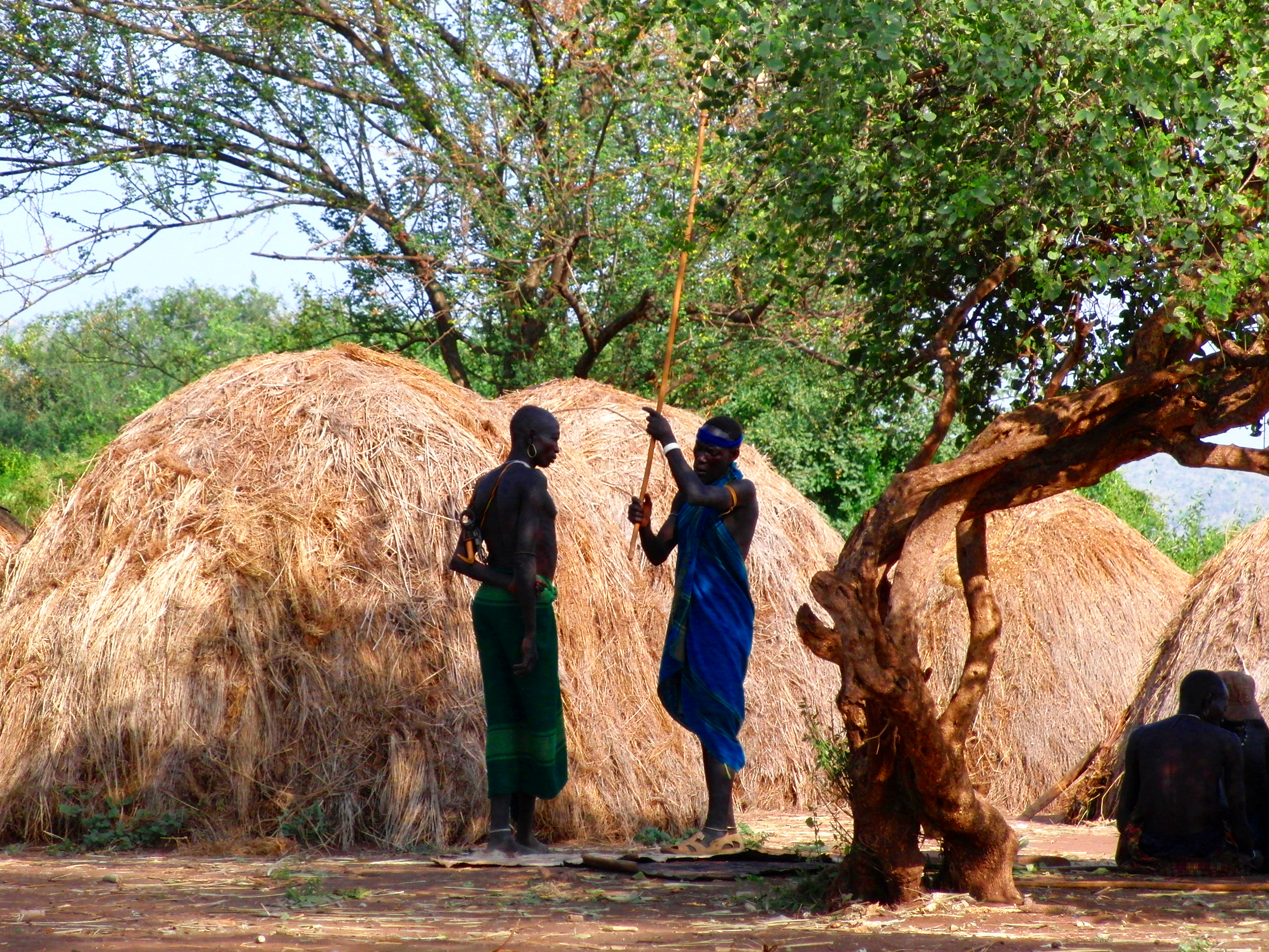
Szene in einer Mursi-Siedlung

Die Mursi (Eigenbezeichnung Mun) sind eine Ethnie im Südwesten Äthiopiens mit 7.480 (2007). Angehörigen. Sie leben im unteren Omo-Flusstal in der „Region der südlichen Nationen, Nationalitäten und Völker“; ihr Gebiet liegt teilweise im Mago-Nationalpark.
Die Sprache der Mursi gehört zu den surmischen Sprachen, einer Untergruppe der ostsudanischen Sprachen innerhalb der nilosaharanischen Sprachfamilie.

## Wirtschaft
Die Mursi sind traditionell nomadisch lebende Hackbauern und Rinderzüchter. Wichtigstes Anbauprodukt ist Sorghum, daneben bauen sie Mais, Bohnen und Kichererbsen an. Im Oktober und November wird an den Flussufern von Omo und Mago angepflanzt, nachdem dort das Wasser zurückgegangen ist. Die Ernte erfolgt im Januar und Februar, das Ackerland am Flussufer gilt als wichtigste Ressource für die Landwirtschaft der Mursi. Nach Beginn der Hauptregenzeit wird im März und April Land weiter von den Flüssen entfernt bepflanzt, wo im Juni und Juli geerntet wird. Die Regenfälle können jedoch mengenmäßig und örtlich stark variieren, was das Risiko von Ernteausfällen erhöht. Für solche Fälle bietet das Vieh eine gewisse Absicherung, da es Milch, Fleisch und Blut als proteinreiche Nahrung liefert und gegen Getreide aus dem Hochland eingetauscht werden kann. In der Kultur der Mursi nehmen die Rinder eine große Bedeutung ein.
Im Zuge der Anlage einer von der autoritär regierenden äthiopischen Regierung mit ehrgeizigen Zielen unter chinesischer Führung angelegten gigantischen Zuckerrohrplantage im Omotal (250.000 Hektar) wird die Stammesbevölkerung in Hütten untergebracht; jeder Familie werden lediglich noch fünf Rinder zugestanden.

## Körpermodifikationen
Die Mursi sind bekannt für die Lippenteller der Frauen, bei den Mursi dhebi genannt. Um diese einzusetzen, wird bei Mädchen am Ende der Pubertät die Unterlippe aufgeschnitten, und zwei der unteren Schneidezähne werden ausgeschlagen. Die Tonteller werden von den Mädchen selbst geformt und gebrannt. Immer größere Exemplare werden eingesetzt, um die Unterlippe allmählich zu dehnen. Auf dieselbe Art werden häufig die Ohrläppchen verziert.

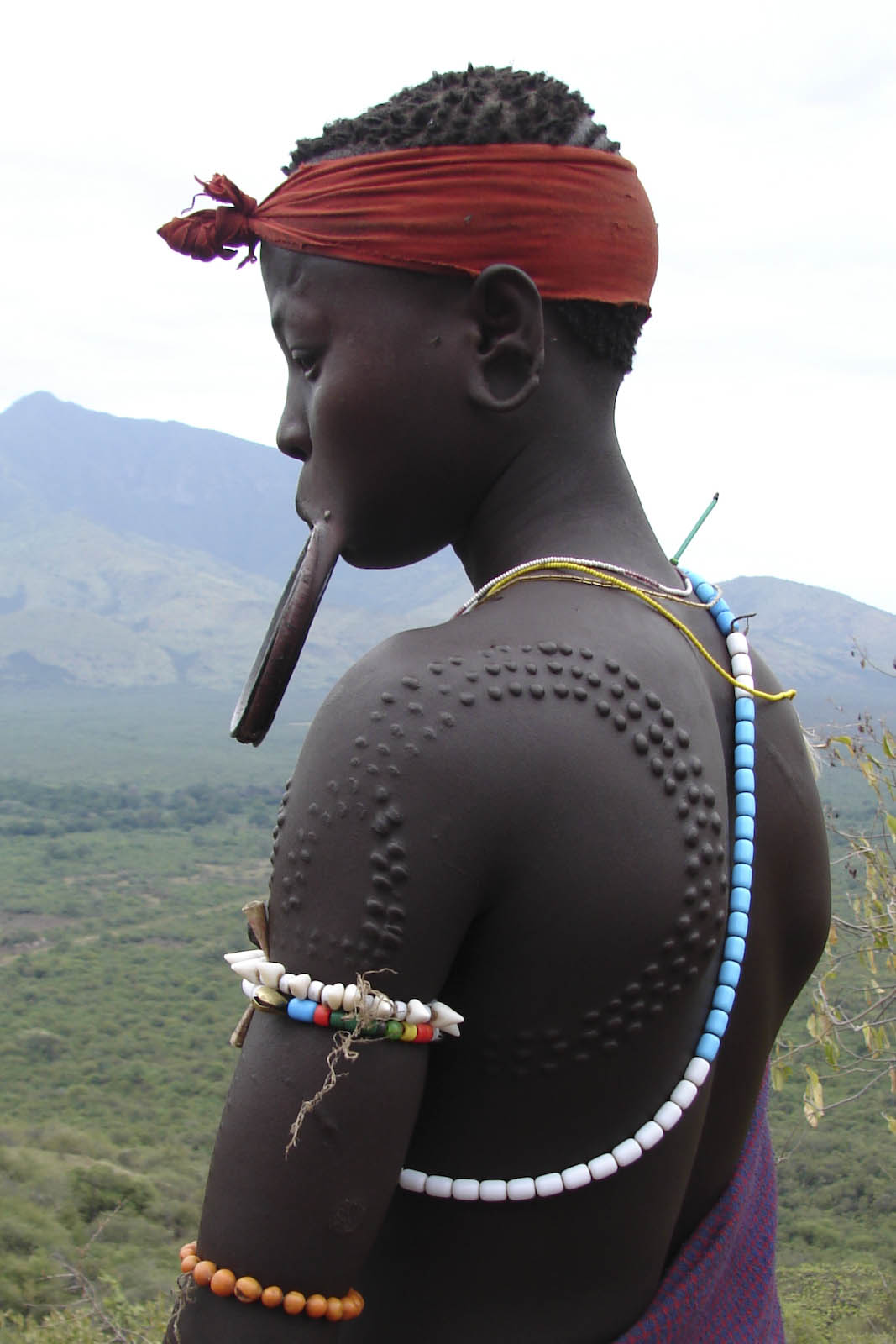
Mursi-Frau mit Lippenteller und Ziernarben

Es wird oft behauptet, dass die Größe des Lippentellers im Zusammenhang mit der Höhe des Brautpreises und damit dem Status der Frau steht. Gegen diese Annahme spricht jedoch, dass die meisten Ehen und damit auch die Höhe des zu entrichtenden Brautpreises, den die Familie des Bräutigams zu zahlen hat, bereits vorher vereinbart werden. Tatsächlich scheint es eher ein Ritus des Erwachsenwerdens zu sein.
Heutzutage ist die Tradition auch eine Geldquelle, denn Mursifrauen lassen sich gegen Bezahlung von Touristen mit ihren Lippentellern fotografieren. Im Alltag trägt eine Mursifrau den Lippenteller selten. Es wird geschätzt, wenn die Frau beim Servieren des Kaffees ihren Teller trägt.
Der Fototourismus ist umstritten, da die Touristengruppen oft in die Mursi-Dörfer fahren, schnell einige Fotos machen und die Fotografierten bezahlen und gleich wieder weiterreisen, ohne näher auf die Mursi und ihre Kultur einzugehen. Manche Mursi und auswärtige Kritiker betrachten dies als entwürdigend. Die Einnahmen aus dem Tourismus ermöglichen es einerseits, in Dürrezeiten Getreide zuzukaufen oder für die gesundheitliche Versorgung des Viehs zu bezahlen, andererseits dienen sie mittlerweile auch für den Kauf von Alkohol.
Heute wollen Mädchen, die in stärker von der Außenwelt beeinflussten Gebieten leben oder eine der bislang noch wenigen Schulen in der Region besuchen konnten, zum Teil keine Lippenteller mehr tragen. Andere bevorzugen Teller mit einem Loch in der Mitte, die leichter zu tragen sind.
Auch sonstige, umfangreiche Körperverzierungen sind üblich, die aus geometrisch angebrachten Narben bestehen (Skarifizierung). Bei den Männern findet man vor allem bei Ritualen und bei Gegenwart von Touristen weiße Bemalungen.

## Forschungen und Filme
- GEO 12/2006: Die Körper-Künstler im Omo-Tal
- David Turton: viel Literatur und ethnologische Filme
- Shauna LaTosky: forscht derzeit vor Ort
- Rudolf Kuzner: Afrikas vergessene Völker – Die Mursi und Hamar in Südäthiopien